# 기내 흡연

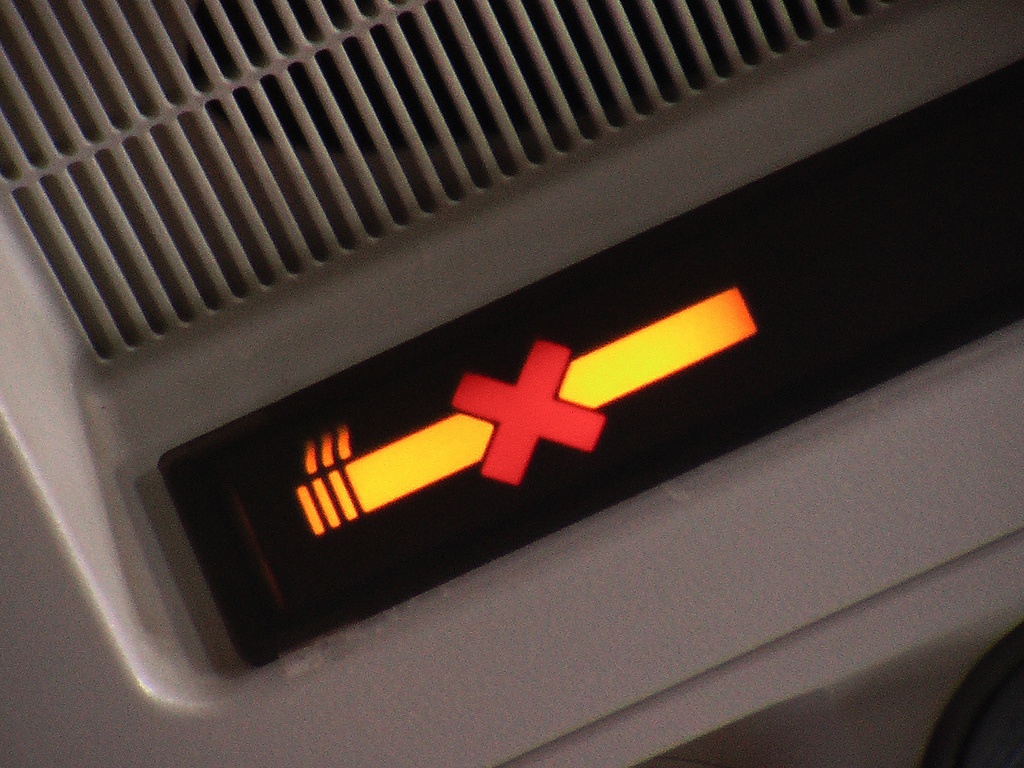
금연 사인 (에어버스 버전)

기내 흡연, 항공 흡연은 항공기 기내에서 담배를 피우는 것을 말한다. 한때 널리 퍼졌지만 현재는 거의 모든 항공사와 전 세계 많은 정부에서 금지하고 있다. 기내 흡연 금지는 1980년대부터 전 세계적으로 단편적인 방식으로 시행되고 있다. 또한 많은 항공편에서 전자 담배 사용이 금지되어 있다.

## 결과
1937년 8월 6일, 승객이 화장실에서 담배에 불을 붙인 후 모스크바에서 프라하로 향하는 국제 아에로플로트 항공편이 헤리나 근처에서 추락하여 축적된 평균 가스 연기가 발화되었다. 탑승자 6명(승무원 3명, 승객 3명) 전원이 사망했다.
1973년 바리그편(Varig Flight) 820의 추락 착륙 이후(화장실 쓰레기통에 던진 담배에 의해 화재가 발생했을 가능성 있음), 미국 연방항공국은 항공기 화장실에서의 흡연을 금지했다. 1983년 6월 에어캐나다 797편의 화장실에서 화재(반드시 흡연으로 인한 것은 아님)가 발생하여 승객 23명이 사망한 후 화장실에 연기 감지기를 설치해야 한다는 새로운 요구 사항이 도입되었다.
일반적으로 금연 항공편에서 흡연이 적발된 승객은 최소한 벌금을 물게 되며, 많아야 착륙 시 체포되어 구금된다. 엄격한 보안 조치로 인해 종종 혼란이 발생한다. 흡연자를 비행기에서 호송하기 위해 목적지 공항에 도착하자마자 비행기를 우회해야 하거나 예정된 착륙을 신속하게 해야 할 수도 있다.
그러한 이 규정은 때때로 저항을 불러일으켰다. 2010년에는 카타르 외교관이 유나이티드 항공 663편 기내 화장실에서 흡연을 하고 위협을 가한 혐의로 덴버 국제공항에 도착하자마자 체포되었다.
2013년 2월 3일, 4인 가족이 핼리팩스에서 도미니카 공화국으로 향하는 선윙 항공(Sunwing Airlines) 비행기에서 흡연을 한 혐의로 기소되었다. 비행기는 버뮤다 L.F. 웨이드 국제공항에 예정에 없던 착륙을 했고, 그곳에서 가족 중 장남 두 명이 버뮤다 경찰에 의해 체포되어 500달러의 벌금 또는 10일의 징역형을 선고 받았다.
금연 규정이 시행된 이후 제작된 대부분의 최신 항공기에는 이제 독립적으로 끌 수 없는 영구 조명 금연 표지판이 있다.

## 전자담배 사용
2015년 10월, 미국 교통부는 배터리로 인한 화재 위험 때문에 기내에서 전자 담배 사용은 물론 위탁 수하물로 전자 담배를 운송하는 것을 금지했다. 2019년 7월, 중국국제항공 항공기는 조종사의 전자 담배가 에어컨 시스템의 허위 연기 경보를 작동시켜 기내 압력이 손실된 후 비상 하강했다.

## 같이 보기
- 금연